# Museo del bosco e del cervo della Mesola
Il Museo del bosco e del cervo della Mesola è ospitato al secondo piano del castello di Mesola.
L'esposizione è dedicata all'evoluzione del territorio mesolano e all'illustrazione delle sue caratteristiche più salienti, tra cui il bosco della Mesola e il suo cervo delle dune.
Uno dei temi trattati è il rapporto della Delizia Estense con il territorio circostante, come la Sacca e il porto di Goro, il lungo viale alberato, la cinta muraria inerente al recinto della Delizia. Spazio è dato anche alla flora e alla fauna dell'allora riserva di caccia degli Estensi. Nel museo si trovano esposte anche copie di fogli dell'erbario del pittore Filippo de Pisis, il quale raccolse, classificò e conservò piante del bosco della Mesola all'inizio del Novecento. 
Una sezione apposita è riservata al cervo della Mesola, ritratto all'interno della storia e della cultura del Ferrarese, nella religione cristiana, nell'arte e nella tradizione rinascimentale della corte degli Este. Si tratta di unica popolazione autoctona dell'Italia peninsulare, presente all'interno dell'attigua Riserva naturale Bosco della Mesola in circa 150 esemplari.